# ریموند کندال
ریموند کندال (انگلیسی: Raymond Kendall؛ زادهٔ ۵ اکتبر ۱۹۳۳) پلیس اهل بریتانیا و دبیرکل پیشین پلیس بین‌الملل است.

## زندگی‌نامه
کندال در سال ۱۹۵۱ در نیروی هوایی سلطنتی بریتانیا در فدراسیون شبه جزیره مالایا که کشور مالزی بخشی از آن است خدمت کرد. او در سال ۱۹۶۲ به پلیس متروپولیتن پیوست و عمده فعالیتش در شعبه ویژه و در سمت معاون بازپرس ویژه عمل می‌کرد. در سال ۱۹۷۱ وارد پلیس بین‌الملل شد و در سمت معاون اداره مواد  مخدر قرار گرفت. در سال ۱۹۷۵، نامزد دبیرکلی پلیس بین‌الملل شد. او تا دوران بازنشستگی‌اش در سال ۲۰۰۱ در سه پریود مختلف به مدت پنج سال به عنوان دبیرکل پلیس بین‌الملل خدمت کرد. کندال در اکتبر ۱۹۸۵ در پنجاه و چهارمین جلسه عمومی اینترپل که در واشینگتن دی سی برگزار شد به دبیرکلی انتخاب شد. در اکتبر ۱۹۹۰ در پنجاه و نهمین جلسه مجمع عمومی پلیس بین‌الملل در، اتاوای کانادا و همچنین در اکتبر ۱۹۹۵ در شصت و چهارمین جلسه مجمع عمومی که در پکن برگزار شد به عنوان دبیرکل انتخاب شد.
او عضو گروه تماس بین‌المللی بود تا زمینه برقراری ارتباط با گروه تروریستی باسک و فرانسه و اسپانیا را فراهم کند  او اکنون دبیرکل و رئیس اجرایی مستر کارت است.
کندال در دانشگاه آکسفورد تحصیل کرد و از این دانشگاه درجه کارشناسی افتخاری در زبان‌های مدرن و کارشناسی هنری دریافت نمود.